# Диаките, Сумбеила
Сумбеила́ Диаките́ (фр. Soumbeïla Diakité; род. 25 августа 1984, Бамако) — малийский футболист, игравший на позиции вратаря.

## Клубная карьера
Начал карьеру Диаките в 2003 году за клуб «Стад Мальен», за который выступал 11 лет. За свою карьеру в «Стад Мальен» он выиграл в общей сложности 17 трофеев (8 чемпионств, 3 кубка и 5 суперкубков страны, а также Кубок Конфедерации КАФ в 2009 году). Выступал в иранской про-лиге за клуб «Эстеглаль Хузестан», за который провёл 10 игр. В 2016 году Диаките вернулся в родной «Стад Мальен».

## Карьера в сборной
Он входил в состав сборной Мали до 20 лет, занявшей третье место на групповом этапе молодёжного чемпионата мира 2003 года. Диаките входил в состав олимпийской сборной Мали в 2004 году, которая заняла 1-е место в группе, но проиграла Италии в четвертьфинале. 28 мая 2006 года Диаките дебютировал во взрослой сборной в официальном матче против Марокко. Со основной сборной Мали он принимал участие в шести Кубках африканских наций (2008—2017), где дважды сумел завоевать бронзовые медали турнира в 2012 и 2013 годах. За сборную Мали он принял участие в 51 матче.

## Достижения
«Стад Мальен»
- Чемпион Мали (9): 2003, 2005, 2006, 2007, 2010, 2011, 2013, 2014, 2016
- Обладатель Кубка Мали (3): 2006, 2013, 2018
- Обладатель Суперкубка Мали (5): 2005, 2006, 2007, 2009, 2010
- Победитель Кубка Конфедерации КАФ (1): 2009

Мали
- 3-е место на Кубке африканских наций (2): 2012, 2013

## Статистика
Сборная Мали
| Сборная Мали | Сборная Мали | Сборная Мали |
| Год          | Матчи        | Голы         |
| ------------ | ------------ | ------------ |
| 2006         | 3            | 0            |
| 2007         | 1            | 0            |
| 2008         | 3            | 0            |
| 2009         | 3            | 0            |
| 2010         | 3            | 0            |
| 2011         | 6            | 0            |
| 2012         | 7            | 0            |
| 2013         | 7            | 0            |
| 2014         | 7            | 0            |
| 2015         | 7            | 0            |
| 2016         | 3            | 0            |
| 2017         | 1            | 0            |
| Итого        | 51           | 0            |